# 王子铭 (1996年)
王子铭（1996年8月5日—），也作王子鸣，中国足球运动员，生于山东省青岛市，司职前鋒，现效力中国足球超级联赛北京中赫国安足球俱乐部。

## 俱乐部生涯

### 早年
王子铭在青岛市文登路小学读二年级时开始踢球。学校的体育老师将他推荐到了家樑俱乐部。后来，他加入青岛海利丰足球俱乐部梯队。青岛海利丰由于踢假球被解散后，王子铭加入了青岛中能足球俱乐部梯队。起初，王子铭身材瘦小，在场上的位置是前腰。伴随着身高增长，他的位置前移。2013年，山东省代表队为参加中华人民共和国第十二届运动会，抽调了青岛中能梯队的两名前锋蒲先林和黄俊逸，王子铭从此改踢前锋。在青岛中能梯队期间，王子铭先后接受了张陆平、姜新国、刘乐阳三任主教练的训练、指导。2013年年底，刘乐阳带队到广西梧州参加全国青年队比赛，青岛中能梯队赢得亚军。刘乐阳认为王子铭和钟义浩表现不错、很有潜力，就向当时的一线队主教练李霄鹏推荐了他们。2014年，王子铭被选入青岛中能预备队。同年夏天，他又被上调到青岛中能一线队。同年在济宁举行的山东省运动会上，王子铭作为主力球员，帮助青岛队夺得男足甲组冠军。
王子铭一边读书一边接受足球训练。据报道，中考时他可享受80分的体育特长生加分，而他的考试成绩524.5分已经超出当年青岛市普通高中录取线二十多分。他在青岛市第十七中学读完了高中。由于进入了职业队，他决定不再考大学，专注职业足球。

### 青岛中能
中甲联赛夏季转会期，王子铭补报进入青岛中能队联赛名单，身披54号球衣。10月4日，中甲联赛第26轮，青岛中能主场与延边泉阳泉的比赛中，由于毛剑卿、宋文杰、邹正等主力队员停赛，王子铭进入大名单，并在第73分钟替补克里斯蒂安·达纳拉赫出场，完成职业比赛首秀，比赛最终比分为1比1。这是他2014赛季唯一一次进入大名单，也是唯一一次代表青岛中能在正式比赛出场。
2015赛季，王子铭在中甲联赛中出场5次，其中1次为首发出场，比赛总时间151分钟；足协杯上，他出场2次，其中首发1次，总时间119分钟。
由于伤病，王子铭错过了2016赛季前半程的比赛。下半赛季，王子铭成为青岛中能着重培养的年轻球员之一，出场机会明显增加，他在联赛出场12次，其中10次首发出场，比赛时间总计855分钟。9月25日中甲联赛第28轮，青岛中能主场对阵已经确定降级的湖南湘涛，王子铭首发出场，并在第35分钟打入全场唯一进球，这也是他的职业联赛首球。赛季末，青岛中能降入中国足球乙级联赛。
2017年，王子铭成为青岛中能主力。夏季转会期结束前，北京国安宣布签下王子铭等4位未满23岁的球员。签约后，北京国安将他租借回青岛中能，完成2017赛季。这个赛季的中乙联赛中，王子铭共出场20次，进球3个，比赛时间共计1764分钟。

### 北京中赫国安
2018年1月，王子铭结束租借，返回北京中赫国安。3月4日，2018年中超联赛首轮北京中赫国安客场0比3不敌山东鲁能泰山足球俱乐部的比赛，王子铭在第84分钟替补約拿坦·索里亞諾出场，这是他首次代表北京国安亮相。联赛第25轮，北京中赫国安客场同广州富力的比赛中，王子铭首发出场，并在上半场结束前助攻塞德里克·巴坎布破门，这是他赛季第一次助攻。这一年，王子铭主要作为替补球员在比赛临近尾声时上场，以执行中国足协的U23出场政策。整个赛季，中超联赛中，他出场共16次，其中首发出场1次，比赛时间共155分钟。足协杯上，他共出场5次，其中首发1次，比赛时间累计74分钟。10月中旬，王子铭被招入U25国足集训队，错过了之后北京中赫国安队的比赛。北京中赫国安最终夺得2018年足协杯冠军。
2019年中超联赛第一个休赛期前，王子铭首发出场2次，替补出场9次，比赛时间仅298分钟，但已打入3粒进球。6月份，中国国家足球队主教练马尔切洛·里皮将王子铭补招入国家队。塞德里克·巴坎布参加国家队比赛、张玉宁受伤期间，主教练罗格·施密特将王子铭作为重要的进攻球员。张玉宁伤愈后，王子铭与他竞争首发名单时仍占据上风。

## 国家队生涯
效力青岛海利丰期间，王子铭曾在2009年入选中国U13集训队。2016年至2017年，王子铭曾被招入中国U22国家队。2018年10月，王子铭被补招入沈祥福带领的中国U25国足集训队。
2019年6月3日，已经回到青岛休假的王子铭被补招入中国国家足球队。6月7日，中国国家足球队同菲律宾国家足球队的友谊赛中，王子铭在第80分钟替补杨旭上场，首次代表国家队亮相。同年8月，他入选了中国男足参加世界杯预选赛40强赛阶段比赛的35人大名单。

## 荣誉

### 俱乐部
北京中赫国安
- 中国足协杯冠军：2018

### 其他
青岛市代表队
- 山东省运动会男子足球甲组冠军：2014